# Чжэнтун
Чжу Цичжэнь (кит. 朱祁镇, 29 ноября 1427 — 23 февраля 1464) — шестой и восьмой император Китая с 1435 по 1449 и с 1457 по 1464 из династии Мин. Правил под девизом Чжэнтун (кит. 正統, Zhèngtǒng «Законное Наследие») (1435—1449) и под девизом Тяньшунь (кит. 天順, Tiānshùn «Небесная Благосклонность») (1457—1464). Старший сын и преемник императора Чжу Чжаньцзи. Посмертное храмовое имя — Ин-цзун (英宗).

## Биография
Родился 29 ноября 1427 года в Пекине. Был старшим сыном императора Чжу Чжаньцзи. В 1435 году после смерти своего отца Чжу Чжаньцзи восьмилетний Чжу Цичжэнь стал новым китайским императором династии Мин. Из-за малолетства императора был сформирован регентский совет, состоящий из евнухов. Однако фактически всеми государственными делами руководил евнух Ван Чжэнь, властный как личность, но не сведущий в государственных делах и его деятельность только способствовала росту внутреннего напряжения. Правительство не смогло справиться с последствиями засухи, которая продолжалась с перерывами с 1435 по 1448 год. К тому же в 1448 году произошло большое наводнение реки Хуанхэ. Все это вызвало многочисленные восстания на востоке и в центре страны. В это же время Ван Цзинь начал неудачную войну против бирманского племени шан .
В 1449 году император Чжу Цичжэнь потерпел сокрушительное поражение от монгольской армии под командованием хана Тайсун-хана и Эсэн-тайши в местности Туму в провинции Хэбэй. Летом 1449 года двадцатитысячная монголо-ойратская армия под командованием Эсена вторглась на территорию Китая и, разделившись на три группы, двинулась по направлению к Пекину. 4 августа неподготовленная и плохо организованная китайская армия выступила в поход под командованием императора Чжу Цичжэня. Главный евнух Ведомства ритуалов Ван Чжэнь, ставший фактически вторым лицом после императора, уговорил молодого монарха совершить победный марш-бросок на север и разгромить Эсэна на территории Монголии. Нереальность воплощения этой идеи стала очевидной очень скоро. Генеральное сражение произошло 1 сентября 1449 года в местности Туму, к юго-западу от горы Хуайлай в современной провинции Хэбэй. Окружив китайскую армию, ойраты нанесли ей сокрушительное поражение. Многие высшие сановники империи погибли на поле боя, в том числе и Ван Чжэнь. Император и многие придворные попали в плен к ойратам. Эсэн полагал, что пленённый им император это весомая карта и прекратил военные действия. Обороной Пекина же занялся энергичный полководец Юй Цянь, который возвёл на престол нового императора, младшего брата Чжу Цичжэня — Чжу Циюя. Отклонив предложения Эсэна о выкупе императора, Юй заявил, что страна важнее жизни императора. Эсэн, так и не добившись выкупа от китайцев, спустя четыре года отпустил императора, с которым расставался уже как с другом. Сам же лидер ойратов встретил жёсткую критику за свою непродуманную политику и спустя шесть лет после Тумуской катастрофы был убит родственниками казненного им аристократа. Монголы рассчитывали получить выкуп за пленённого императора, но просчитались, так как на трон под девизом Цзинтай вступил младший брат императора Чжу Циюй (1449—1457). Военачальник и военный министр нового императора Юй Цянь (1398—1457), возглавивший китайские войска, сумел нанести монголам серьёзное поражение.
Хотя китайский император Чжу Цичжэнь был захвачен монголами в плен, он вскоре стал хорошим другом Тайсун-хана и его великого наставника Эсэн-тайши. В 1450 году император был освобожден из плена и вернулся из Монголии в Китай, где уже правил его младший брат Чжу Циюй. По приказу своего брата Чжу Цичжэнь был заключен под домашний арест, в котором находился семь лет. Чжу Цичжэнь проживал в южном дворце запретного города, все его внешние контакты были резко ограничены. Его сын Чжу Цзяньшэнь был также взят под стражу и лишен титула наследного принца.
В феврале 1457 года Чжу Цичжэнь поднял восстание против своего младшего брата Чжу Циюя. Переворот (т. н. «Битва у ворот», 1457 год) вернул трон свергнутому императору. Чжу Цичжэнь вновь принял власть, сменив девиз правления на Тяньшунь (1457—1464). Свергнутый император Чжу Циюй был понижен до титула князя Чэн и заключен под домашний арест. Через месяц, 14 марта 1457 года Чжу Циюй был убит евнухами по приказу Чжу Цичжэня.
Царствование под новым девизом также не было спокойным. Монгольские части внутри самой минской армии были ненадёжны. 7 августа 1461 года китайский генерал Цао Цинь и подчинённые ему монгольские части подняли мятеж против Тяньшуня, опасаясь расправы за поддержку его свергнутого брата. Монголы на службе в минской армии также пострадали от жестоких репрессий китайцев, мстивших за поражение у крепости Туму. Мятежные части под предводительством Цао сумели поджечь западные и восточные ворота императорского города (погашенные дождём вскоре после начала схватки) и убить несколько ведущих министров, прежде чем верные правительству части, наконец, не подавили мятеж и не принудили их к сдаче. Генерал Цао Цинь покончил жизнь самоубийством.
Наиболее известен своим монгольским пленением в 1449 году.
В период его правления был напечатан вариант «Даосского канона», к которому восходят все последующие переиздания.

## Семья и дети
Чжу Цичжэнь имел девять сыновей и десять дочерей.
Старший сын Чжу Цзяньшэнь (1447—1487) стал восьмым императором из династии Мин (1464—1487).
Второй сын Чжу Цзяньлинь (1448—1517) в 1457 году был назначен Дэ-ваном и в 1467 году получил во владение Цзинань (провинция Шаньдун).
Пятый сын Чжу Цзяньшу (1452—1472) в 1457 году был назначен Сю-ваном и в 1470 году получил во владение Жунин (провинция Хэнань).
Шестой сын Чжу Цзяньцзэ (1455—1505) в 1457 году был назначен Чун-ваном и в 1474 году получил во владение Жунин (провинция Хэнань).
Седьмой сын Чжу Цзянь (1456—1527) в 1457 году стал Цзи-ваном и в 1477 году получил во владение Чаншу (провинция Хунань).
Девятый сын Чжу Цзяньцэй (1462—1505) в 1457 году стал Хуэй-ваном и в 1481 году получил во владение Цзюньчжоу (провинция Хубэй).